# Augusta de Wit
Anna Augusta Henriette (Augusta) de Wit  (Sibolga, 25 november 1864 – Baarn, 9 februari 1939) was een Nederlands romanschrijfster. Haar bekendste werk is Orpheus in de dessa (1903).

## Biografie
De Wit werd geboren op Sumatra, waar haar vader Jan Carel de Wit werkzaam was als resident. Haar vroege jeugd bracht ze door in Indië. Na in Utrecht de HBS te hebben doorlopen studeerde ze Engels in Londen en op Girton College in Cambridge. In 1894 keerde ze weer naar Indië terug om in Batavia aan de HBS voor meisjes les te gaan geven. Haar werk en woonomgeving in Batavia vergden veel van haar gezondheid. Na twee jaar werkzaam te zijn geweest in het onderwijs, ging ze in 1896 voor de Engelstalige krant Singapore Straits Times schrijven. De artikelen die ze schreef, werden gebundeld onder de titel Facts and fancies about Java (1898). Hiermee was haar debuut in het Engels een feit. Ze schreef onder andere voor de NRC een letterkundige rubriek. 
Het is mogelijk dat zij tijdens haar studie in Cambridge kennismaakte met de tweelingzussen Agnes en Margaret Smith en Solomon Schechter, hoogleraar in de studie van de  Talmoed. Eind 1896 en begin 1897 was Augusta de Wit op uitnodiging van Schechter met de overige drie in Egypte. Dat bezoek leidde tot het kunnen meenemen naar Cambridge van ruim 193.000 manuscripten uit de genizah van Caïro  die nu deel van de Taylor-Schechter Cairo Genizah Collection vormen.
In 1905 vestigde ze zich in Laren en ondernam in 1910 een drie jaren durende reis naar Indië. Ze woonde daarna in Berlijn, München, Parijs, Granow en de laatste jaren in Baarn.
De Wit wordt beschouwd als een schrijfster uit de literaire stroming der ethici. Met name in haar vroege werk is beïnvloeding van de Tachtigers terug te vinden. Ze was bevriend met Henriëtte Roland Holst. Zoals ze in Gods goochelaartjes (1932) verwoordde, is haar schrijven een "schoone schijn die de omhullende openbaring is van schooner werkelijkheid". Haar natuurbeschrijvingen zijn veel geprezen. Ze schreef ook onder het pseudoniem G.W. Sylvius.
De Wit overleed op 74-jarige leeftijd na twee jaar ernstig ziek te zijn geweest. Ze leed aan angina pectoris, kwam hoogst zelden buiten en werd in een rolstoel gereden. Haar laatste boek, de novelle Liefde en geweld langs de Barito, schreef zij op haar ziekbed. Zij ligt begraven te Oosterbeek.

## Bijzonderheid
Augusta de Wit is ook de naam van een van de hoofdfiguren van de roman De naam van de vader van Nelleke Noordervliet.